# Yby Pytá
Yby Pytá es un distrito del departamento de Canindeyú. Este distrito fue creado por Ley número 4.894 por parte del Congreso paraguayo el 11 de abril de 2013, el cual también fijó los límites y superficie del nuevo distrito. Tiene un área de 807 km² y su territorio formó parte del distrito de Villa Ygatimí, Curuguaty y Corpus Christi.
Cascos urbanos
Está compuesta por las ciudades de Yvy Pytã 1, Yvy Pytã 2, San Luis (ex-ka'i kue) y Britez Cué.
Límites
el distrito de Yby Pytã limita con la Reserva de biosfera del Bosque Mbaracayú, también limita con los distritos de Ybyrarobaná, Curuguaty y Corpus Christi (Paraguay)